# 基埃塔
基埃塔（Kieta）巴布亚新几内亚布干维尔岛东部沿岸港口城镇，与阿拉瓦相邻。在1990年遭遇了布干维尔内乱危机的破坏，目前只有少部分居民，城镇是布干维尔岛重要的交通枢纽，有码头与机场。 

## 历史
1885年5月17日，德国与英国达成协议将布干维尔和布卡地区纳为其殖民地。1905年9月20日，城镇的第一座车站落成并建成了一家邮局和海关。自1902年起，这一地区成立了天主教布道所。 城镇在1990年布干维尔内战中损毁严重。
基埃塔机场在城区东面，拥有一条1600多米长（5400英尺）的跑道，最初是由日本人在二战时建成的，后来由新几内亚航空运营直到1990年布干维尔危机爆发。自此以后，只有皇家澳大利亚空军与新西兰皇家空军的C-130大力神运输机在该机场起降，以支持受巴新政府请求组建的和平监测小组（Peace Monitoring Group）。

## 天气
基埃塔属于赤道多雨气候，一年四季相对恒温多雨。最高气温约32C° ，最低气温约为23C°，年降雨量为3037mm。